# Aston Martin na Fórmula 1
A Aston Martin está atualmente envolvida na Fórmula 1 como equipe e construtor sob o nome Aston Martin Aramco Formula One Team. A equipe está sediada em Silverstone, Reino Unido. A Aston Martin competiu em algumas corridas de Fórmula 1 como construtor entre as temporadas de 1959 e 1960, fornecendo carros para a equipe da David Brown Corporation, porém a fabricante se retirou da categoria sem conseguir marcar nenhum ponto.
A marca Aston Martin retornou para a Fórmula 1 na temporada de 2018 como patrocinador título da equipe Red Bull Racing. Em 31 de janeiro de 2020, foi confirmado que a Aston Martin retornaria a maior categoria do automobilismo mundial como construtor e equipe em 2021, quando a equipe Racing Point foi rebatizada para Aston Martin. A mudança de nome foi em razão do coproprietário da equipe, Lawrence Stroll, ter se tornado acionista da fabricante britânica de carros de luxo.

## História

### Primeira participação como construtor (1959–1960)
As primeiras tentativas da Aston Martin de entrar na Fórmula 1 datam de 1951, quando a fabricante tentou adaptar o DB3 às realidades da categoria. Este modelo deveria usar um motor de dois litros e seis cilindros derivado do modelo DB3, e seu corpo também seria uma versão convertida do DB3. O supervisor do projeto, o ex-projetista da Auto Union, Eberan von Eberhorst, rejeitou a versão DB3 GP por causa de sua origem em um carro esportivo. Em 1955, uma nova modificação foi feita com um motor de três litros (depois dois e meio), chamado DB3S, testado por Reg Parnell, que também ficou em quarto lugar no Troféu Lady Wigram. O carro foi então vendido para Geoff Richardson e renomeado para RRA Special. No entanto, o DB3 na versão de assento único foi bem-sucedido, incluindo o segundo lugar de Lex Davison no Grande Prêmio da Austrália de 1960, evento não válido como etapa da Fórmula 1.

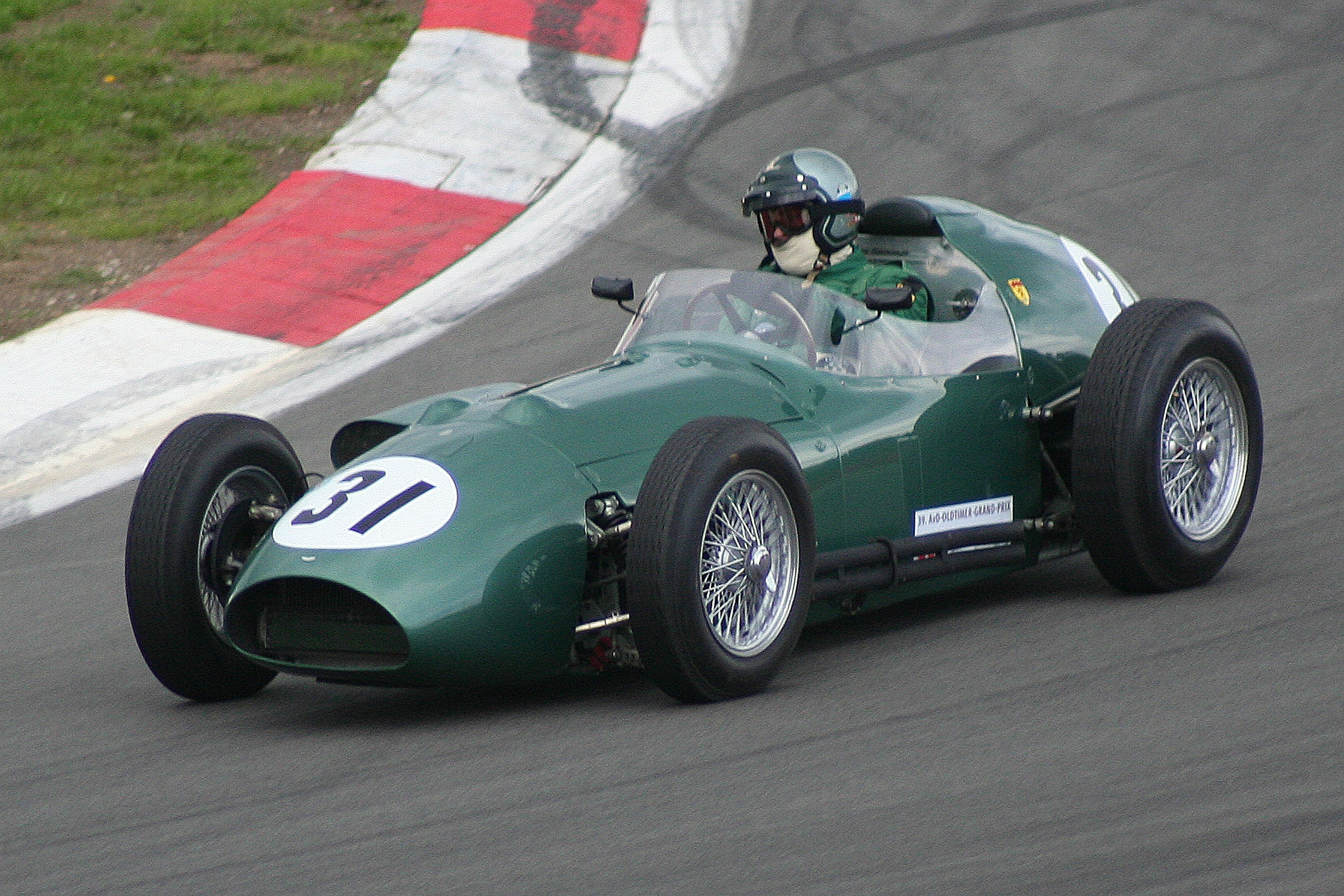
O Aston Martin DBR4.

Em 1959, a Aston Martin conquistou uma dupla vitória nas 24 horas de Le Mans, quando os pilotos do DBR1 Carroll Shelby e Roy Salvadori venceram a competição e, Maurice Trintignant e Paul Frère chegaram em segundo lugar. No mesmo ano, David Brown decidiu inscrever sua equipe na Fórmula 1. Para esse fim, a fábrica da Aston Martin em Feltham construiu o modelo DBR4 de acordo com o projeto de Ted Cutting. No momento de sua estreia, este veículo já era um modelo desatualizado com o motor na frente e, além do segundo lugar de Salvadori no Troféu Internacional, ele não apresentou resultados competitivos. O carro foi redesenhado para a temporada de 1960 e sendo designado DBR5. Devido à falta de melhorias nos resultados, a Aston Martin se retirou da Fórmula 1 em 1960.
Cinquenta anos depois, em 23 de abril de 2009, o presidente da Aston Martin e presidente e fundador da Prodrive David Richards anunciou sua intenção de retornar à Fórmula 1 em 2010 com a possibilidade de usar o nome Aston Martin, no entanto isso nunca se materializou.

### Parceria com a Red Bull Racing
Em 2016, a Aston Martin estabeleceu uma cooperação com a equipe de Fórmula 1 Red Bull Racing para o desenvolvimento de automóveis de luxo. Como resultado desta cooperação, a empresa britânica tornou-se patrocinadora da equipe e as duas entidades colaboraram na criação do carro esportivo Valkyrie. Na temporada de 2018, a Aston Martin tornou-se o patrocinador principal da Red Bull, como resultado do qual o nome oficial foi alterado para Aston Martin Red Bull Racing.

### Retorno como construtor e equipe (2021–presente)

#### Cliente de motores da Mercedes (2021-2025)
Em 31 de janeiro de 2020, foi anunciado que Lawrence Stroll (coproprietário da equipe de Fórmula 1 Racing Point) adquiriu cerca de 16,7% das ações da Aston Martin Lagonda, além de realizar um investimento financeiro na fabricante inglesa. Também foi confirmado que por meio de um acordo entre Stroll e a Aston Martin, a marca iria retornar como "equipe de fábrica" para a Fórmula 1 a partir da temporada de 2021, quando a equipe Racing Point foi rebatizada para Aston Martin F1 Team.
O acordo é válido inicialmente por dez anos e a Aston Martin Lagonda recebeu um interesse econômico na equipe. O acordo incluiu também o patrocínio da Aston Martin a partir de 2021, que permanecerá por um período de quatro anos, que pode ser prorrogado sob certas condições. Mas com a Mercedes-Benz permanecendo como fornecedora das motores e outros componentes da equipe, o que tem feito sob seus vários nomes desde 2009. Além disso, como resultado deste acordo, a Aston Martin encerrou o patrocínio da Red Bull Racing no final de 2020.

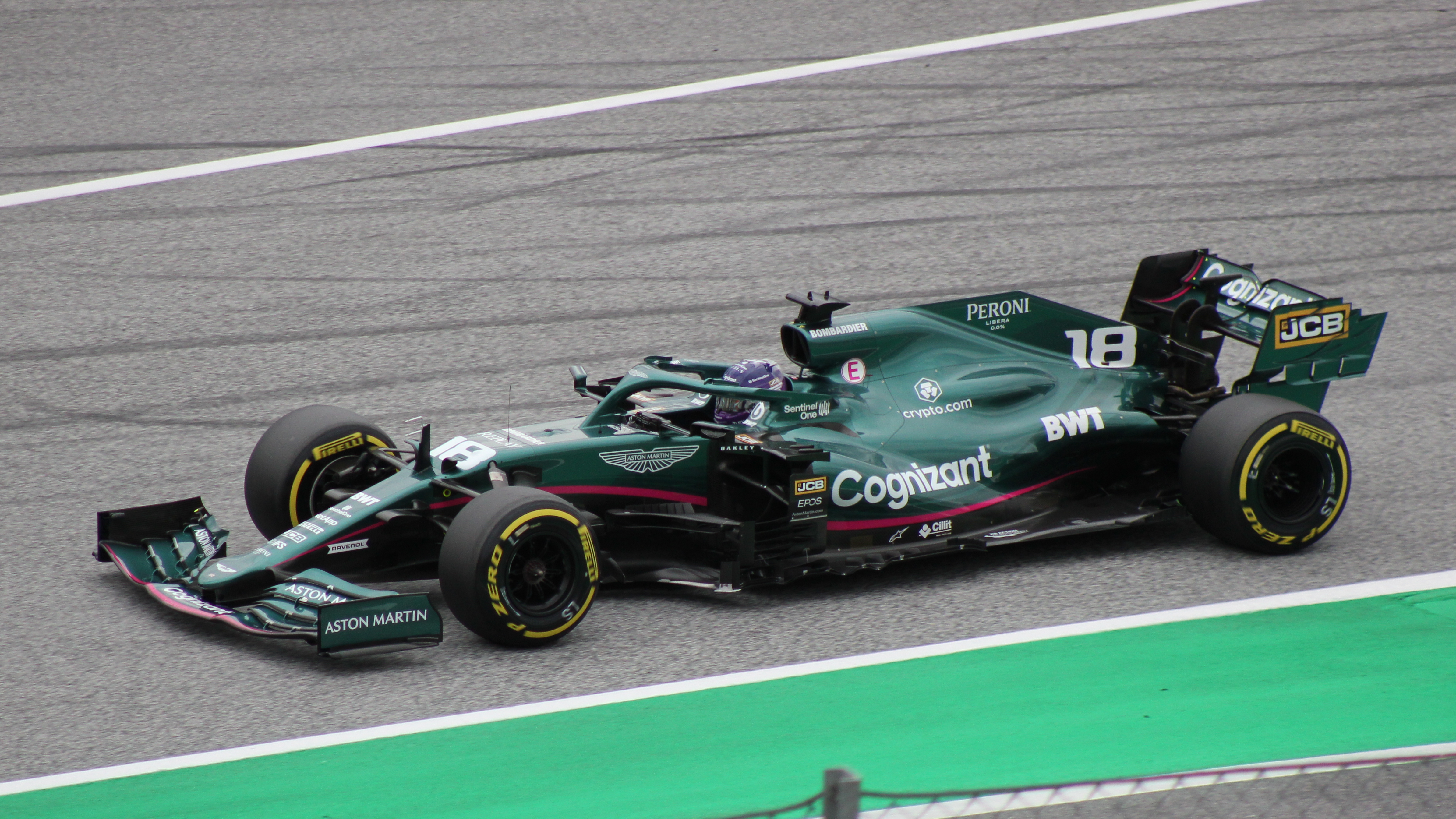
Lance Stroll pilotando o Aston Martin AMR21 no Grande Prêmio da Áustria de 2021

Sergio Pérez estava sob contrato para competir com a equipe até 2022, mas teve seu contrato rescindido e foi substituído pelo tetracampeão mundial, Sebastian Vettel, que pilotou para a Ferrari até 2020, para a disputa do campeonato de 2021, juntamente com o filho de Lawrence, Lance Stroll, que continua na equipe. Em janeiro de 2021, a Cognizant se tornou o patrocinador principal da equipe.
Em 6 de junho de 2021, no Grande Prêmio do Azerbaijão, Vettel conquistou o primeiro pódio da equipe Aston Martin na Fórmula 1.
Em junho de 2021, como parte de uma reestruturação técnica, a Aston Martin confirmou a promoção de seu diretor técnico, Andrew Green ao cargo de chefe técnico, além da contratação de Luca Furbatto para assumir seu recém-criado cargo de diretor de engenharia em 2022. No mesmo mês também foi divulgado que a equipe havia contratado Dan Fallows como seu novo diretor técnico, mas com Fallows assumindo o cargo somente em abril de 2022. No início de janeiro de 2022, Otmar Szafnauer deixou o cargo de chefe de equipe.
Em fevereiro de 2022, a Aramco foi anunciada como patrocinadora conjunta do nome de construtor da equipe após assinar um acordo de parceria de longo prazo. Com isso, o nome de construtor da equipe foi alterado para "Aston Martin Aramco".
Em novembro de 2022, a XPInc, empresa brasileira de investimentos realizou um aporte de patrocínio de € 7 milhões, com objetivo além de trazer uma visibilidade maior para a marca numa competição de alto desempenho, também reestabelecer um novo laço dos brasileiros na Fórmula 1.
A Aston Martin tem uma nova fábrica de 37 mil m² em sua base que está localizada em Silverstone. A construção começou em setembro de 2021. A fábrica possui três edifícios interconectados e é baseada em um local de 16 ha (40 acres) diretamente em frente ao circuito de Silverstone.

## Pilotos
| Aston Martin               | Aston Martin                          | Aston Martin | Aston Martin | Aston Martin | Aston Martin                                  | Aston Martin                       | Aston Martin                |
| Ano                        | Nome                                  | Carro        | Pneus        | Motor        | Pilotos                                       | Pilotos de testes                  | Classificação Pontos        |
| -------------------------- | ------------------------------------- | ------------ | ------------ | ------------ | --------------------------------------------- | ---------------------------------- | --------------------------- |
| 1959                       | David Brown Corporation               | DBR4         | A D          | Aston Martin | Roy Salvadori Carroll Shelby                  |                                    | NC (6º lugar) nenhum ponto  |
| 1960                       | David Brown Corporation               | DBR4 DBR5    | D            | Aston Martin | Roy Salvadori Maurice Trintignant             |                                    | NC (12º lugar) nenhum ponto |
| Não esteve de 1961 a 2020. |                                       |              |              |              |                                               |                                    |                             |
| 2021                       | Aston Martin Cognizant F1 Team        | AMR21        | P            | Mercedes     | Sebastian Vettel Lance Stroll                 | Nico Hülkenberg                    | 7° lugar 77 pontos          |
| 2022                       | Aston Martin Aramco Cognizant F1 Team | AMR22        | P            | Mercedes     | Sebastian Vettel Lance Stroll Nico Hülkenberg | Nico Hülkenberg                    | 7° lugar 55 pontos          |
| 2023                       | Aston Martin Aramco Cognizant F1 Team | AMR23        | P            | Mercedes     | Fernando Alonso Lance Stroll                  | Felipe Drugovich Stoffel Vandoorne | 5° lugar 280 pontos         |
| 2024                       | Aston Martin Aramco F1 Team           | AMR24        | P            | Mercedes     | Fernando Alonso Lance Stroll                  | Felipe Drugovich                   |                             |

## Resultados
(legenda) (resultados em negrito indicam pole position; resultados em itálico indicam volta mais rápida)
| Ano                                                     | Chassi             | Motor                                   | Pneu | Piloto              | 1   | 2   | 3   | 4   | 5   | 6   | 7   | 8   | 9   | 10  | 11  | 12  | 13  | 14  | 15  | 16  | 17  | 18  | 19  | 20  | 21  | 22  | 23  | 24  | Pontos | Pos. |
| ------------------------------------------------------- | ------------------ | --------------------------------------- | ---- | ------------------- | --- | --- | --- | --- | --- | --- | --- | --- | --- | --- | --- | --- | --- | --- | --- | --- | --- | --- | --- | --- | --- | --- | --- | --- | ------ | ---- |
| 1959                                                    | Aston Martin DBR4  | Aston Martin L6                         | A D  |                     | MON | 500 | NED | FRA | GBR | ALE | POR | ITA | EUA |     |     |     |     |     |     |     |     |     |     |     |     |     |     |     | 0      | NC   |
| 1959                                                    | Aston Martin DBR4  | Aston Martin L6                         | A D  | Roy Salvadori       |     |     | Ret |     | 6   |     | 6   | Ret |     |     |     |     |     |     |     |     |     |     |     |     |     |     |     |     | 0      | NC   |
| 1959                                                    | Aston Martin DBR4  | Aston Martin L6                         | A D  | Carroll Shelby      |     |     | Ret |     | Ret |     | 8   | 10  |     |     |     |     |     |     |     |     |     |     |     |     |     |     |     |     | 0      | NC   |
| 1960                                                    | Aston Martin DBR4  | Aston Martin L6                         | D    |                     | ARG | MON | 500 | NED | BEL | FRA | GBR | POR | ITA | EUA |     |     |     |     |     |     |     |     |     |     |     |     |     |     | 0      | NC   |
| 1960                                                    | Aston Martin DBR4  | Aston Martin L6                         | D    | Roy Salvadori       |     |     |     | DNS |     |     |     |     |     |     |     |     |     |     |     |     |     |     |     |     |     |     |     |     | 0      | NC   |
| 1960                                                    | Aston Martin DBR5  | Aston Martin L6                         | D    | Roy Salvadori       |     |     |     |     |     |     | Ret |     |     |     |     |     |     |     |     |     |     |     |     |     |     |     |     |     | 0      | NC   |
| 1960                                                    | Aston Martin DBR5  | Aston Martin L6                         | D    | Maurice Trintignant |     |     |     |     |     |     | 11  |     |     |     |     |     |     |     |     |     |     |     |     |     |     |     |     |     | 0      | NC   |
| 1961 – 2020: A Aston Martin não participou como equipe. |                    |                                         |      |                     |     |     |     |     |     |     |     |     |     |     |     |     |     |     |     |     |     |     |     |     |     |     |     |     |        |      |
| 2021                                                    | Aston Martin AMR21 | Mercedes-AMG M12 E Performance 1.6 V6 t | P    |                     | BAR | EMI | POR | ESP | MON | AZE | FRA | EST | AUT | GBR | HUN | BEL | PBS | ITA | RUS | TUR | EUA | CMX | SAO | CAT | ARA | ABU |     |     | 77     | 7.º  |
| 2021                                                    | Aston Martin AMR21 | Mercedes-AMG M12 E Performance 1.6 V6 t | P    | Sebastian Vettel    | 15  | 15† | 13  | 13  | 5   | 2   | 9   | 12  | 17† | Ret | DSQ | 5   | 13  | 12  | 12  | 18  | 10  | 7   | 11  | 10  | Ret | 11  |     |     | 77     | 7.º  |
| 2021                                                    | Aston Martin AMR21 | Mercedes-AMG M12 E Performance 1.6 V6 t | P    | Lance Stroll        | 10  | 8   | 14  | 11  | 8   | Ret | 10  | 8   | 13  | 8   | Ret | 20  | 12  | 7   | 11  | 9   | 12  | 14  | Ret | 6   | 11  | 13  |     |     | 77     | 7.º  |
| 2022                                                    | Aston Martin AMR22 | Mercedes-AMG M13 E Performance 1.6 V6 t | P    |                     | BAR | ARA | AUS | EMI | MIA | ESP | MON | AZE | CAN | GBR | AUT | FRA | HUN | BEL | PBS | ITA | SIN | JAP | EUA | CMX | SAO | ABU |     |     | 55     | 7.º  |
| 2022                                                    | Aston Martin AMR22 | Mercedes-AMG M13 E Performance 1.6 V6 t | P    | Sebastian Vettel    | EX  | EX  | Ret | 8   | 17  | 11  | 10  | 6   | 12  | 9   | 17  | 11  | 10  | 8   | 14  | Ret | 8   | 6   | 7   | 14  | 11  | 10  |     |     | 55     | 7.º  |
| 2022                                                    | Aston Martin AMR22 | Mercedes-AMG M13 E Performance 1.6 V6 t | P    | Lance Stroll        | 12  | 13  | 12  | 10  | 10  | 15  | 14  | 16† | 10  | 11  | 13  | 10  | 11  | 11  | 10  | Ret | 6   | 12  | Ret | 15  | 10  | 8   |     |     | 55     | 7.º  |
| 2022                                                    | Aston Martin AMR22 | Mercedes-AMG M13 E Performance 1.6 V6 t | P    | Nico Hülkenberg     | 17  | 12  | NP  | NP  | NP  | NP  | NP  | NP  | NP  | NP  | NP  | NP  | NP  | NP  | NP  | NP  | NP  | NP  | NP  | NP  | NP  | NP  |     |     | 55     | 7.º  |
| 2023                                                    | Aston Martin AMR23 | Mercedes-AMG M14 E Performance 1.6 V6 t | P    |                     | BAR | ARA | AUS | AZE | MIA | MON | ESP | CAN | AUT | GBR | HUN | BEL | PBS | ITA | SIN | JAP | CAT | EUA | CMX | SAO | LAS | ABU |     |     | 280    | 5.º  |
| 2023                                                    | Aston Martin AMR23 | Mercedes-AMG M14 E Performance 1.6 V6 t | P    | Fernando Alonso     | 3   | 3   | 3   | 46  | 3   | 2   | 7   | 2   | 5   | 7   | 9   | 5   | 2   | 9   | 15  | 8   | 68  | Ret | Ret | 3   | 9   | 7   |     |     | 280    | 5.º  |
| 2023                                                    | Aston Martin AMR23 | Mercedes-AMG M14 E Performance 1.6 V6 t | P    | Lance Stroll        | 6   | Ret | 4   | 78  | 12  | Ret | 6   | 9   | 94  | 14  | 10  | 9   | 11  | 16  | NP  | Ret | 11  | 7   | 17† | 5   | 5   | 10  |     |     | 280    | 5.º  |
| 2024*                                                   | Aston Martin AMR24 | Mercedes-AMG M15 E Performance 1.6 V6 t | P    |                     | BAR | ARA | AUS | JAP | CHN | MIA | EMI | MON | CAN | ESP | AUT | GBR | HUN | BEL | PBS | ITA | AZE | SIN | EUA | CMX | SAO | LAS | CAT | ABU | 94     | 5.º  |
| 2024*                                                   | Aston Martin AMR24 | Mercedes-AMG M15 E Performance 1.6 V6 t | P    | Fernando Alonso     | 9   | 5   | 8   | 6   | 7   | 9   | 19  | 11  | 6   | 12  | 18  | 8   | 11  | 8   | 10  | 11  | 6   | 8   | 13  | Ret | 14  | 11  | 7   | 9   | 94     | 5.º  |
| 2024*                                                   | Aston Martin AMR24 | Mercedes-AMG M15 E Performance 1.6 V6 t | P    | Lance Stroll        | 10  | Ret | 6   | 12  | 15  | 17  | 9   | 14  | 7   | 14  | 13  | 7   | 10  | 11  | 12  | 19  | 19† | 14  | 15  | 11  | NL  | 15  | Ret | 14  | 94     | 5.º  |
| Fontes:                                                 |                    |                                         |      |                     |     |     |     |     |     |     |     |     |     |     |     |     |     |     |     |     |     |     |     |     |     |     |     |     |        |      |

Notas
* Temporada ainda em andamento.
† – Os pilotos não completaram a prova, mas foram classificados pois concluíram 90% da prova.